# Provincia de Suphanburi
Suphanburi (del tailandés: สุพรรณบุรี) es una de las provincias (changwat) de Tailandia. Sus provincias limítrofes son (desde el norte en el sentido de las agujas del reloj) Uthai Thani (อุทัยธานี), Chainat (ชัยนาท), Sing Buri (สิงห์บุรี), Ang Thong (อ่างทอง), Phra Nakhon Si Ayutthaya (พระนครศรีอยุธยา), Nakhon Pathom (นครปฐม) y Kanchanaburi (กาญจนบุรี).

## Etimología
La palabra Suphan se origina en la palabra sánscrita Suvarna (Devanagari: सुवर्ण, 'oro') y la palabra buri del sánscrito Puri (Devanagari: पुरी, 'pueblo' o 'ciudad'). Por lo tanto el nombre de la provincia significa literalmente Ciudad de Oro.

## Geografía
El terreno de la provincia es principalmente una planicie de río bajo, con pequeñas cadenas montañosas en el norte y al oeste de la provincia. La región sudeste con la planicie muy baja del río Tha Cheen es propicia para la plantación de arrozales.

## Historia
Suphan Buri podría ser sitio de la legendaria Suvarnabhumi, que es mencionada en las antiguas escrituras budistas. Sin embargo, los primeros asentamientos históricos confirmados fueron durante el periodo Dvaravati, cuando la ciudad era conocida como Mueang Thawarawadi Si Suphannaphumi, su fundación se llevó a cabo durante los años 877-882. Posteriormente fue llamada U Thong y fue la ciudad natal del príncipe U Thong, fundador del Reino de Ayutthaya. El rey Khun Luang Pha Ngua finalmente le dio su nombre actual. Suphanburi fue una ciudad fronteriza importante, y también la locación de varias batallas con la Birmania vecina.

## Símbolos
|  | El sello provincial muestra la batalla en elefante entre el rey Naresuan el Grande y el príncipe heredero de Birmania en 1592, que tuvo lugar en Suphanburi. El árbol provincial es el ébano (Diospyros mollis). |

## Divisiones administrativas
La provincia está subdividida en 10 distritos (amphoe). Los distritos son, a su vez, sibdivididos en 110 comunas (tambon) y 977 villas (muban).
| 1. Mueang Suphan Buri 2. Doem Bang Nang Buat 3. Dan Chang 4. Bang Pla Ma 5. Si Prachan | 1. Don Chedi 2. Song Phi Nong 3. Sam Chuk 4. U Thong 5. Nong Ya Sai |